# 金惠順
金惠順 （韓語：김혜순；1955年10月26日—），是韩国诗人。

## 略歷
金惠顺，出生于庆尚北道蔚珍 。畢業自首爾建国大学國文系，現於首尔艺术大学教授創意寫作。
金惠善的诗歌，通过语言实验创造出独特的诗意意象，深深根植于女性的存在和經验方式。金也持續關心女性書寫。
尤其是，她運用激烈的文字與意像，以诗，对抗社会的荒谬和死亡的命运。否定现实的、夸张的表現方式發揮了语言的弹性與轻盈。金惠善通过直接的诗歌语言表达了所谓的身體性想象。
澳洲詩人Pam Brown評價金惠善：「直接的、深思熟慮地怪誕的、動盪不安的、過度的、發自內臟、有血有肉的。滿載變動不居的語言嬉鬧的女性超現實主義。」

## 获奖记录
- 1978年，入選东亚日报新春文芸評論
- 1992年，素月詩文学獎
- 1996年，金洙映文學獎（朝鲜语：김수영문학상）
- 2000年，現代詩作品獎（朝鲜语：현대시작품상）
- 2006年，未堂文學獎（朝鲜语：미당문학상）[4]
- 2008年，大山文學獎（朝鲜语：대산문학상）
- 2019年，葛理芬詩獎（英语：Griffin Poetry Prize）

## 主要作品
作品包含：
- 1981年，《來自別的恆星》
- 1985年，《父親的稻草人》
- 1988年，《某恆星的地獄》
- 1991年，《我們的負片照》
- 1994年，《首爾，我的奧義書》
- 1997年， 《可憐的愛情機器》(
- 2000年，《給日曆工廠經理》
- 2004年，《一杯紅玻璃》
- 2008年，《你的第一次》
- 2011年，《憂鬱牙膏和玻璃鏡奶油》
- 2016年，When The Plug Gets Unplugged
- 2016年，《死亡自傳》[5]
- 2019年，《翼影之痛》[6]

## 脚注
1. ↑  NAVER （页面存档备份，存于）（韓国語） 2014年閲覧。
2. 1 2  .   [2021-10-07]. 原始内容存档于2021-10-07. 金惠順（Kim Hyesoon），1955年生，韓國當代重要詩人，現居首爾，教授創意寫作，已出版數本英譯詩集，2018的Autobiography of Death更獲得葛理芬詩獎及Lucien Stryk亞洲翻譯獎。她的英譯者崔敦美認為她的詩超越了對「女性詩歌」被動、精美的美學預期，她的詩學建基於對韓國長久由男性定義的詩歌傳統的反抗。「直接的、深思熟慮地怪誕的、動盪不安的、過度的、發自內臟、有血有肉的。滿載變動不居的語言嬉鬧的女性超現實主義。」澳洲詩人Pam Brown這樣形容金惠順的創作風格。
3. ↑  . Southerly. 2012-10-29  [2021-10-07]. （原始内容存档于2021-10-08） （英语）.
4. 1 2  .   [2021-10-07]. 原始内容存档于2021-10-07."#金惠順，生於 #南韓，在建國大學校取得韓國文學博士學位。她從1979年就開始發表詩歌，在雜誌《#文學與文智》上發表了〈#詩人抽煙〉等五首詩，此後她出版了十本詩集，包括《#來自別的恆星》(1981)、《#父親的稻草人》(1984)、《#某恆星的地獄》(1987)、《#我們的負片照》(1991)、《#首爾，#我的奧義書》(1994) 、《#可憐的愛情機器》(1997) 、《#給日曆工廠經理》(2000)、《#一杯紅玻璃》(2004)、《#你的第一次》(2008)、《#憂鬱牙膏和玻璃鏡奶油》(2011) 等。她的詩也被翻譯成英文出版：《#媽媽肯定是一個羽毛噴泉》(2008) 和《#全世界的垃圾，#聯合起來！》(2011)。她贏得的獎項包括 #金洙暎文學獎 (1997)、#素月詩文學獎 (2000)、#未堂文學獎(2006) 等。金惠順現居 #首爾，於 #首爾藝術大學 教授創意寫作。"
5. ↑  . HOKK fabrica. 2021-04-18  [2021-10-10]. （原始内容存档于2021-10-20）.
6. ↑  . www.sohu.com.   [2021-10-10] （英语）.[]